# Tetbury
Tetbury é uma paróquia e pequena cidade do distrito de Cotswold, no condado de Gloucestershire, na Inglaterra. De acordo com o Censo de 2011, tinha 5472 habitantes. Tem uma área de 1,95 km².